# Всех скорбящих Радость
«Всех скорбя́щих Ра́дость», «Всех скорбящих Радосте и обидимых Заступнице…», «Всем скорбящим радость» — наименование иконы Богородицы, почитаемой в Русской православной церкви чудотворной. Известна в различных списках. На иконе изображена Богоматерь в сиянии мандорлы, окружённая людьми, обуреваемыми недугами и скорбями, и ангелами, совершающими благодеяния от её имени.
Согласно преданию, образ впервые был прославлен в 1648 году в Москве в церкви иконы Божией Матери «Всех скорбящих Радость» (Преображения) на Большой Ордынке, где, как считается, и хранится ныне (в честь иконы освящён северный придел храма). Празднование иконы совершается 24 октября (по новому стилю, в XX и XXI веках — 6 ноября). Некоторые списки с неё имеют свои дни празднования.

## Иконография
«Всех скорбящих Радосте» — начальная строка одной из богородичных стихир. По-видимому, первой иконой с таким названием был известный только по упоминанию в документах образ, написанный в 1683 году придворным живописцем Иваном Безминым, работавшим в европейской стилистике.
Данный тип иконографии сложился на Руси в XVII веке под западноевропейским латинским влиянием (Мадонна во славе, Мизерикордия, Ружанцова, Непорочное зачатие Девы Марии; из православных — Живоносный источник, Образ умиления и посещения в беде страждущим, слившийся со «Всех скорбящих Радостью» к XVIII веку). Исследователи отмечают, что иконография «Всех скорбящих Радости» не получила «единой законченной композиционной схемы, существует во множестве вариантов». Ранние изводы XVII века первоначально не имели изображений страждущих. Они появились только после прославления иконы в 1688 году.
Помимо изображения Богородицы, икона традиционно включает в себя изображения людей, обуреваемых недугами и скорбями, и ангелов, совершающих благодеяния от имени Богоматери. Богоматерь изображается в рост, стоящей в мандорле (сиянии) и в окружении ангелов, часто с Младенцем на левой руке. Вверху в облаках изображён Господь Саваоф или Троица Новозаветная. Дева Мария стоит на полумесяце (образ из иконографии апокалиптической Жены, облечённой в солнце — Откр. 12:1) или на облаках. В руке Богородицы чётки (ранний и редкий вариант, возник под влиянием католического розария), свиток или хлеб. Существуют извод, где Богоматерь изображается без Младенца со скипетром в правой руке, тогда как левой передаёт хлеб «алчущим питание».
Несмотря на то, что иконография «Всех скорбящих Радости» сложилась после церковного раскола, связанного с реформами патриарха Никона, образ пользовался популярностью у старообрядцев. Иконописцы из старообрядческих мастерских села Ветки в Беларуси писали многочисленные списки этой иконы, в том числе и в его западном типе Мизерикордия.

## История иконы

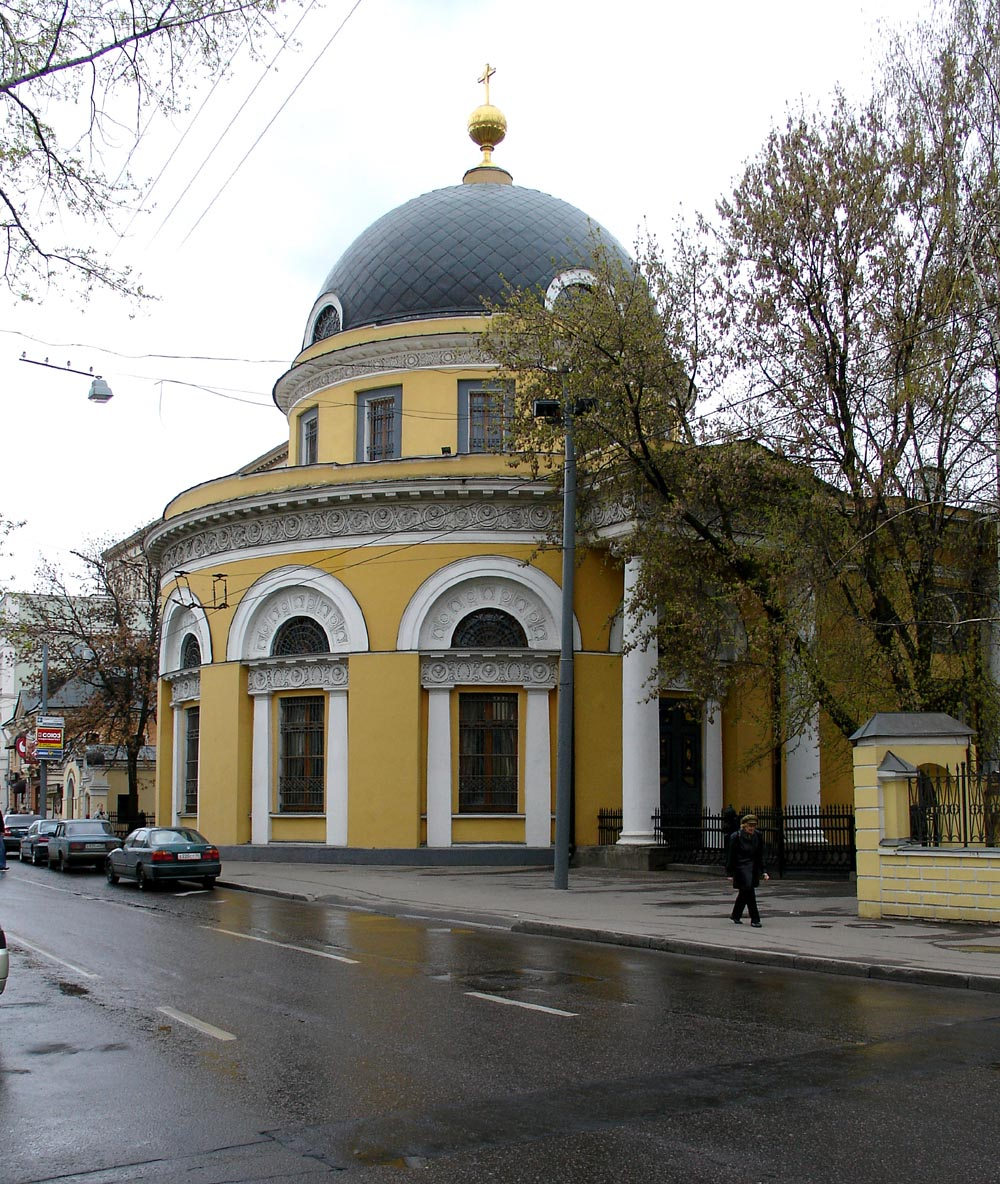
Храм на Ордынке. Церковь была перестроена в конце XVIII века Василием Баженовым, а после пожара Москвы в 1812 году — Осипом Бове.

### Прославление
Икона «Всех скорбящих Радость» впервые прославилась как чудотворная в 1688 году, в Москве, в Преображенской церкви на Ордынке. Когда и при каких обстоятельствах икона попала в этот храм, точных сведений нет. Скорее всего, это произошло в 1685 году, когда церковь была заново отстроена из камня на пожертвования Евдокии Васильевой Акинфовой. К 1688 году икона была уже настолько ветхой, что после прославления её укрепили вставками кипарисового дерева.
Чудо, прославившее икону, по преданию, заключалось в исцелении по молитве к иконе родной сестры Патриарха Московского Иоакима Евфимии Петровой Папиной. Церковная запись Преображенской церкви сообщает: «В Лето 7196 месяца Октовриа в 24-й день… в царствующем граде Москве… Бе некая вдова именем Евфимия, Петрова дщерь, по реклу Папина, Святейшего же кир Иоакима патриарха единоутробная сестра… лежаше она на одре своем еле жива сущи, продолжашебося болезнь ея годичное время, яко видетися уже ей к смерти, но и внутреннимъ являтися из боку ея».
По преданию, взывая к Богородице о избавлении от болезни, Ефимия Папина однажды во время молитвы услышала голос:

— Евфимия, отчего в страдании твоём не прибегаешь ты к общей Целительнице всех?

— Где же найти мне такую Целительницу? — отвечала Евфимия, изумлённая голосом.

И был ответ:

— Есть в храме Преображения Сына Моего образ Мой, именуемый «Всех скорбящих Радость». Стоит он на левой стороне в трапезе, где обыкновенно становятся женщины. Призови к себе из этой церкви священника с этим образом, и, когда он отслужит молебен с водосвятием, ты получишь исцеление.

Не забывай же тогда Моего к тебе милосердия и исповедуй его в прославление имени Моего.

Расспросив родных, Евфимия узнала, что действительно в храме Преображения на Ордынке есть икона «Всех скорбящих Радость», попросила принести её к себе в дом и после молебна пред нею получила исцеление. Это произошло 24 октября, и с того времени, по церковному преданию, икона являла множество чудесных исцелений. Эта история известна из «Сказания об иконе», написанного практически сразу после совершения чуда. Служба иконе «Всех скорбящих Радость» по образцу службы иконе Божией Матери «Одигитрия» и сказание были составлены сразу после прославления образа, особый акафист написан в 1863 году профессором Московской духовной академии П. С. Казанским.

### Дальнейшая история

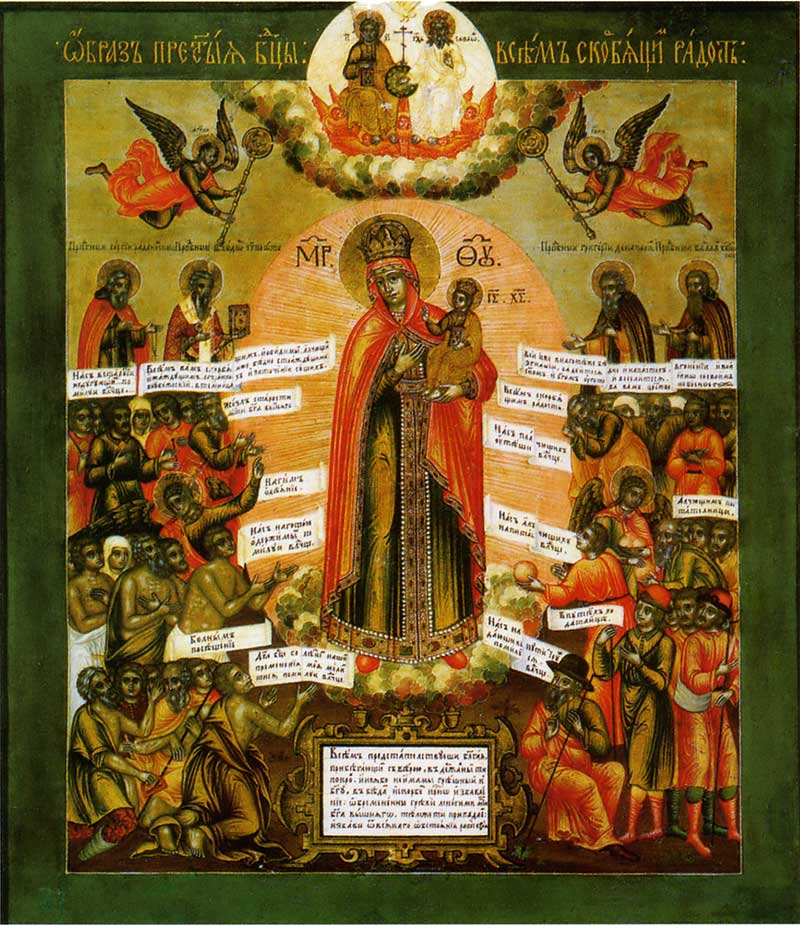
Уменьшенный точный список с московской иконы (последняя четверть XVIII века)

Событие получило широкий отклик (так как Евфимия была родной сестрой патриарха), «помимо Сказания были составлены служба и молитвы иконе, а изографы царской иконописной мастерской при Оружейной палате стали создавать с неё списки». Церковь Преображения на Ордынке стала известной в народе не как Спасо-Преображенская, а как Скорбященская — по приделу, посвящённому чудотворному образу. Согласно одной из версий, в 1711 году икону увезла из Москвы в Санкт-Петербург царевна Наталья , оставив вместо неё список. По другим версиям, царевна, напротив, увезла список, оставив оригинал в Москве.
При советской власти церковь была закрыта и превращена в фондохранилище Государственной Третьяковской галереи. По некоторым сведениям, хранившаяся там икона бесследно исчезла. Та икона, которая хранится сейчас на Ордынке, по одной из версий, является вкладом патриарха Алексия I, подарившего её храму, когда в нём в 1948 году были возобновлены службы. Это точный список с первоначальной иконы, созданный, по-видимому, во второй половине XVIII века. По другой версии, это именно та икона, которая находилась там до закрытия храма.

### Особенности иконографии
Московская икона «Всех скорбящих Радость» изображает Богородицу с Младенцем, над которыми парят два ангела с рипидами. Ещё одна пара ангелов изображена среди страждущих людей. Особенностью является изображение над страждущими ряда святых: слева — Сергия Радонежского и Феодора Сикеота, справа — Григория Декаполита и Варлаама Хутынского. Это указывает на патрональный характер иконы, которая, вероятно, была написана именно для Спасо-Преображенской церкви на Ордынке, где находился придел преподобного Варлаама Хутынского (до постройки каменного храма на его месте была деревянная церковь в его честь). Над Богородицей помещено изображение Отечества (один из иконографических вариантов икон Святой Троицы, запрещённый на Большом Московском соборе 1667 года), а под её ногами картуш, заключающий в себя текст кондака иконе.

## Списки

### Список царевны

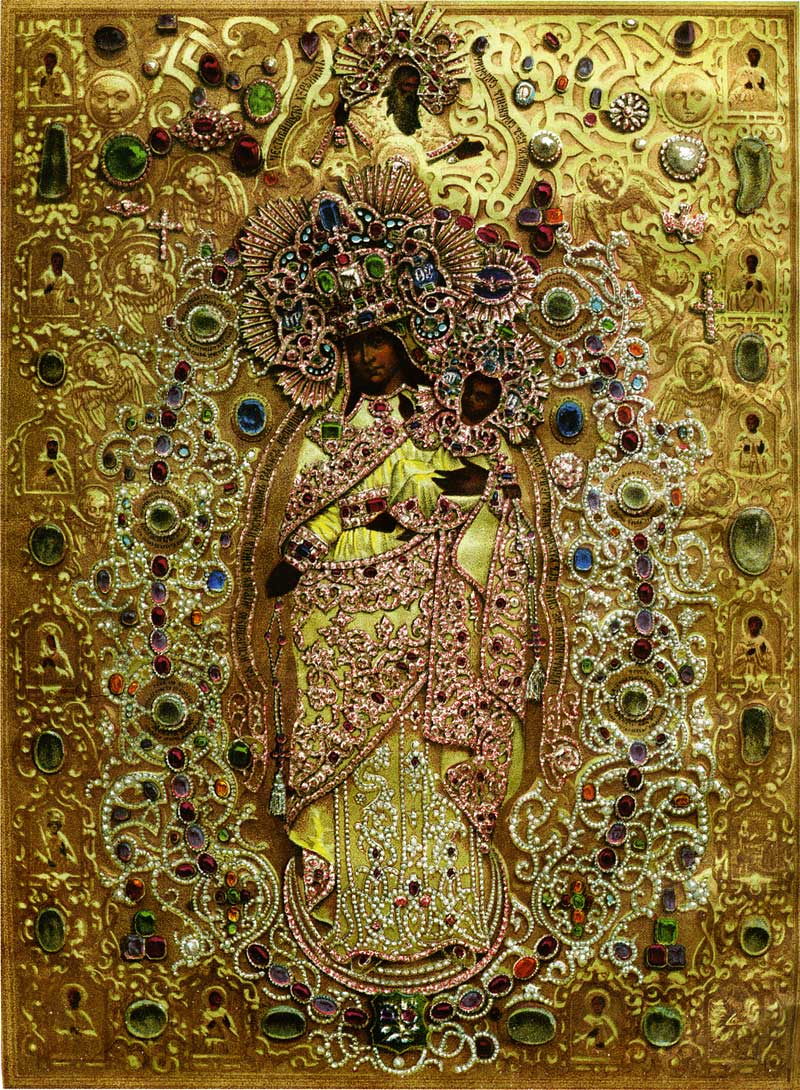
Икона царевны Натальи Алексеевны в драгоценном окладе (литография 1862 года)

Около 1710—1711 года царевна Наталья Алексеевна (сестра Петра I), переезжая вместе со двором в Санкт-Петербург, вывезла икону «Всех скорбящих Радость» из церкви Преображения на Ордынке. Все справочники по богородичным иконам по этому пункту расходятся во мнениях: некоторые считают, что она увезла список, другие — что список был оставлен в Москве вместо оригинала. В любом случае, обе иконы, московская и петербургская, равно почитались как чудотворные. Сообщается, что эта икона была в рядах русских войск в Прутском походе 1711 года.
Икона, привезённая царевной в Петербург, была украшена окладом и поставлена в домовой церкви Воскресения Христова при её дворце за Литейным двором на Шпалерной улице. Уже при Наталии Алексеевне икона богато украшалась — для неё изготовили серебряный оклад, украшенный фамильными драгоценностями царевен, закрепили на ней частицы реликвий и мощей святых. В 1713 году при дворце была устроена богадельня, к ней после смерти царевны в 1716 году приписали её домовой храм. Императрица Екатерина II также почитала икону и в 1768 году во время эпидемии оспы ходила к ней на богомолье перед тем, как сделать прививку от этой болезни себе и наследнику Павлу Петровичу. При Екатерине II был создан также новый оклад для иконы. В 1817—1818 годах по проекту архитектора Л. Руски церковь полностью перестроили, и икону установили в особой нише справа от иконостаса.
Список иконы был выполнен на кипарисной доске размером 69,0 × 51,2 см. В 1858 году для него по рисунку Ф. Г. Солнцева изготовили из золота новый, третий по счёту оклад. На изготовление оклада ушло около 6,7 кг золота, он был богато украшен бриллиантами, сапфирами, изумрудами, рубинами, гранатами, топазами, аметистами и жемчугом. В него поместили мощи многих святых и после торжественного освящения 3 августа, совершённого митрополитом Григорием (Постниковым), возложили на икону.
В храме также находилось три копии, сделанных со списка царевны, ни одна из которых не сохранилась:
- первая точно повторяла иконографию списка царевны и была украшена окладом, сделанным ещё при царевне Наталии Алексеевне. В 1847 году её без оклада передали в полоцкий Спасо-Ефросиниевский монастырь, а в храме поместили её копию работы П. М. Шамшина.
- две другие имели видоизменённую иконографию с добавлением фигур страждущих и были выполнены в живописной манере. Одна (293,4 × 226,7 см) находилась на хорах и была написана в 1858 году художником Ф. А. Бронниковым. Вторая (213,5 × 124,5 см) находилась в нише на наружной стене. Она была создана в 1869 году художником И. А. Тюриным на медной доске в память пятидесятилетия перестройки храма.

Ещё позднее церковь была полностью перестроена и получила по находившейся в ней иконе имя Скорбященской церкви. В 1932 году храм был закрыт, и икона исчезла.
В петербургском Спасо-Преображенском соборе сейчас находится икона, которая считается образом, перенесённым Натальей Алексеевной в Санкт-Петербург, но, как отмечают исследователи, это заблуждение, так как сохранилась старинная литография с изображением иконы царевны, и икона из Спасо-Преображенского собора с ним не совпадает. Возможно, это чтимый список в драгоценном окладе, который, как известно из документов, хранился рядом с иконой царевны в Скорбященской церкви. По-видимому, именно его и перенесли в собор при закрытии церкви.

### Список «с грошиками»

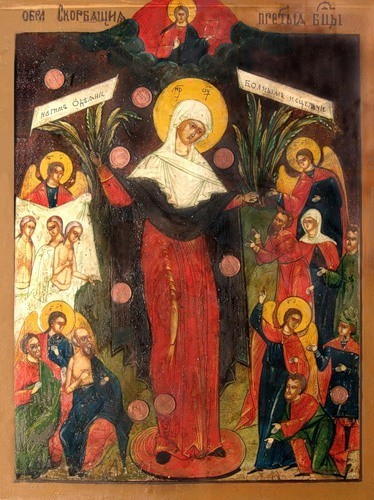
Икона Божией Матери «Всех скорбящих Радость с грошиками» (оригинальный образ из церкви Пресвятой Троицы «Кулич и Пасха», Санкт-Петербург)

Всех скорбящих Радость с грошиками — список с иконы «Всех скорбящих Радость» с прилипшими к красочному слою во время пожара медными монетами (на списках с иконы монеты изображаются краской). Имеет размеры 53,5 × 35,5 см, относится к типу «Умиление и посещение в беде страждущим». По стилю живописи датируется XIX веком. В честь иконы установлено отдельное празднование — 23 июля (5 августа), а распоряжением патриарха Алексия II от 2 апреля 1998 года указано именовать её Санкт-Петербургской иконой Божией Матери «Всех скорбящих Радость» с грошиками.
По преданию, этот образ был прибит волнами к имению купцов Куракиных на Неве. Впоследствии икона перешла к купцу Матвееву, мать которого происходила из рода Куракиных, который пожертвовал её Тихвинской часовне деревни Клочки под Петербургом, находившейся вблизи Петербургского стекольного завода. Почитание иконы началось после того как 23 июля 1888 года над Петербургом и его окрестностями была сильная гроза:

Молния с силой ударила в часовню у Стеклянного завода, обожгла внутренние стены, но не коснулась образа Богоматери, несмотря на то, что другие иконы были опалены пламенем, а кружка для сбора подаяний совершенно разбита. Образ Владычицы прикреплён был в часовне в углу на шнурке. От громового удара икона спустилась на землю, причём лик Богоматери, сильно потемневший от времени и копоти, как бы просветлел и обновился. Двенадцать же медных монет из разбитой кружки каким-то образом оказались прикреплёнными в разных местах к образу.

Известие о случившемся быстро распространилось по городу и на следующий день с благословения митрополита Исидора (Никольского) началось служение молебнов перед иконой. Вскоре появились сообщения о чудесных исцелениях от иконы. К первым из них относятся: 6 декабря 1890 года — 14-летнего Николая Грачева, страдавшего припадками, и 7 февраля 1891 года — 26-летней Веры Белоноговой, лишившейся голоса из-за болезни горла.
В 1893 году император Александр III молился в часовне и пожертвовал деньги и земельный участок на строительство каменного храма, который был освящён 2 августа 1898 года (авторы проекта А. И. фон Гоген и А. В. Иванов).
В 1930-е годы церковь на набережной Невы была снесена (сохранилась лишь часовня; проспект Обуховской Обороны, 24), и в настоящее время икона находится в церкви Пресвятой Троицы «Кулич и Пасха» (Санкт-Петербург).
Празднование иконе «Всех скорбящих Радость с грошиками» совершается 23 июля по юлианскому календарю (5 августа в XX и XXI веках). В московском храме на Ордынке 23 июля празднуется так же, как и 24 октября, хотя не считается престольным праздником.

### Другие списки, почитаемые чудотворными
Известны многочисленные списки образа Богородицы «Всех скорбящих Радость», находившиеся в различных городах России. Их иконография повторяет как московскую, так и петербургскую иконы. Им приписывают различные чудеса, послужившие причиной их местного почитания. Ниже приведён ряд наиболее известных списков, с которыми связаны самостоятельные предания.

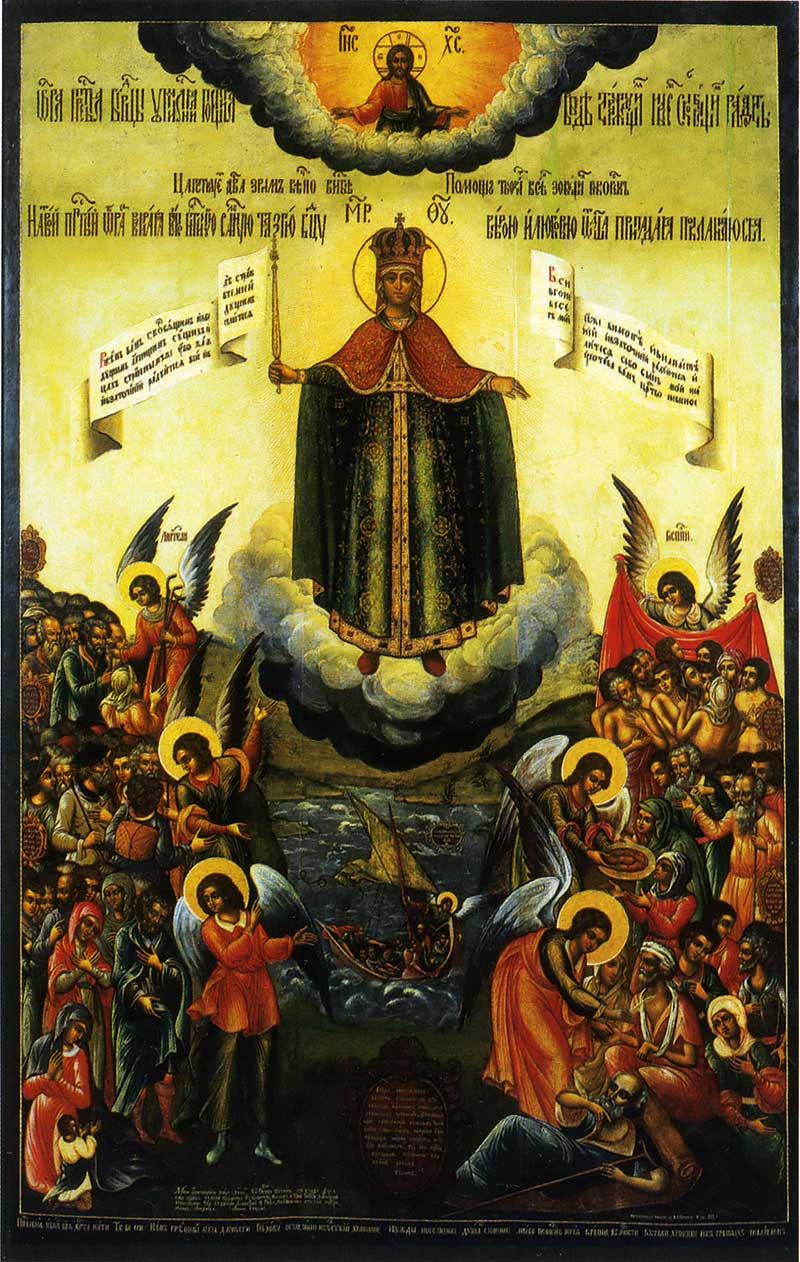
Список иконы из Церковно-археологический кабинета Московской духовной академии (иконографический тип Мизерикордия, московская школа, 1713 год)

- Решневская[16] — получена в дар от странствующего монаха благочестивой вдовой Марией Савич, которая, получив от иконы чудесную помощь, построила ей каменный храм в селе Решнёве Кременецкого уезда Волынской губернии. В 1650 году при освящении храма по молитве матери был исцелён от паралича младенец. 
Икона является копией Иверской, но местными жителями именуется «Всех скорбящих Радость». Празднование иконе совершается 7 августа (24 июля по юлианскому календарю).
- В церкви больницы Киево-Печерской Лавры, поставленная туда, по преданию, основателем больницы святым князем Николаем Святошей[17]. Образ прославился многочисленными исцелениями. По преданию, сторож больницы замечал несколько раз женщину, приходившую в больницу к тяжелобольным, которые после этого выздоравливали. Однажды он увидел на стене над умирающим монахом в отблеске лунного света изображение Богоматери. Больной тоже увидел это видение и выздоровел.
- В вологодской тюремной больнице, принадлежавшая, согласно позднему и недостоверному преданию, святому князю Ивану Андреевичу (в иночестве Игнатию). Икона участвовала во всех городских крестных ходах. Не позднее 1827 года икону украсили серебряным позолоченным окладом. Этот список не сохранился.
- В Воронеже в Богословской церкви. По преданию, в царствование Петра I один воевода, проезжая по реке Воронеж мимо храма, отказался от предложения адъютанта поклониться иконе, сказав: «У вас всё чудотворно». Поднявшаяся буря, грозившая затопить лодку, вызвала у воеводы раскаяние и желание приложиться к иконе, что и было им исполнено. Икона почиталась чудотворной, ей приписывали многочисленные исцеления и в благодарность за них украшали вотивными привесами. Ей было установлено дополнительное празднование на третий день после дня Святой Троицы.
- Список из тверской кладбищенской церкви, первоначально находившийся в кафедральном соборе города. Первое сообщение об исцелении от него датируют второй половиной XVIII века. В дальнейшем исцеления списку приписывались неоднократно, и к 1776 году икона была украшена многочисленными вотивными привесами. Особо икона прославилась исцелениями в холерные 1848 и 1853 годы[18]. После эпидемии её украсили серебряным золочёным окладом.
- В Тобольске находился список иконы, созданный на рубеже XVII—XVIII веков (подновлён в 1745 году). Начало почитания иконы неизвестно, но в 1752 году, когда её переносили в новый храм, на ней уже был серебряный золочёный оклад. Храмовая опись 1795 года сообщает, что на иконе было множество вотивных привесов, колец, крестов и драгоценных камней. Икона особо почиталась купцами, которые ежегодно носили её в торговые ряды для молебнов. Икона не сохранилась, по её воспроизведениям XIX века (во многих храмах Тобольска были её чтимые списки) известен её размер 71 × 53 см. Иконография относилась к типу «Умиление и посещение в беде страждущим» (Мизерикордия).
- Список из Скорбященской церкви Дома милосердия в Харбине (Китай), основанного в 1920-х годах. Икона была даром сотрудницы епископа Нестора (Анисимова), и вскоре священник обнаружил обновление тёмных красок на иконе, приведшее к обновлению образа[19]. Это стало началом почитания иконы среди православных Харбина. В 1950-х годах церковь была закрыта, и вся её утварь и убранство перешли государству. Староста церкви З. Л. Тауц-Зверева смогла получить разрешение вывезти икону в Гонконг, откуда в 1965 году её перевезли в США, где поместили в синодальном соборе Русской православной церкви заграницей[8].

## Гимнография
Тропарь, глас 2-й
Всех скорбящих радосте и обидимых заступнице, и алчущих питательнице, странных утешение, обуреваемых пристанище, больных посещение, немощных покрове и заступнице, жезле старости, Мати Бога Вышняго Ты еси, Пречистая: потщися, молимся, спастися рабом Твоим.
Кондак, глас 6-й
Не имамы иныя помощи, не имамы иные надежды, разве Тебе, Владычице. Ты нам помози, на Тебе надеемся и Тобою хвалимся, Твои бо есмы рабы, да не постыдимся.
Молитва

О, Пресвятая Владычице Богородице, Преблагословенная Мати Христа Бога Спасителя нашего, всех скорбящих Радосте, больных посещение, немощных покрове и заступнице, вдовиц и сирых покровительнице, матерей печальных всенадежная утешительнице, младенцев немощных крепосте, и всем беспомощным всегда готовая помоще и верное прибежище! Тебе, о, Всемилостивая, дадеся от Всевышняго благодать во еже всех заступати и избавляти от скорби и болезней, зане Сама лютыя скорби и болезни претерпела еси, взирающи на вольное страдание Сына Твоего возлюбленнаго и Того на кресте распинаема зрящи, егда оружие Симеоном предреченное сердце Твое пройде. Тем же убо, о Мати чадолюбивая, вонми гласу моления нашего, утеши нас в скорби сущих, яко верная радости Ходатаица: предстоящи престолу Пресвятыя Троицы, одесную Сына Твоего, Христа Бога нашего, можеши, аще восхощеши, вся нам полезная испросити. Сего ради с верою сердечною и любовию от души припадаем к Тебе яко Царице и Владычице и псаломски вопити Тебе дерзаем: слыша, Дщи, и виждь, и приклони ухо Твое, услыши моление наше, и избави нас от обстоящих бед и скорбей; Ты бо прошения всех верных, яко скорбящих радость, исполняеши, и душам их мир и утешение подавши. Се зриши беду нашу и скорбь: яви нам милость Твою, посли утешение уязвленному печалию сердцу нашему, покажи и удиви на нас грешных богатство милосердия Твоего, подаждь нам слезы покаяния ко очищению грехов наших и утолению гнева Божия, да с чистым сердцем, совестию благою и надеждою несумненною прибегаем ко Твоему ходатайству и заступлению: приими, всемилостивая наша Владычице Богородице, усердное моление наше Тебе приносимое, и не отрини нас, недостойных, от Твоего благосердия, но подаждь нам избавление от скорби и болезни, защити нас от всякаго навета вражия и клеветы человеческая, буди нам помощница неотступная во все дни жизни нашея, яко да под Твоим матерним покровом всегда пребудем цели и сохранена Твоим заступлением и молитвами к Сыну Твоему и Богу Спасителю нашему, Ему же подобает всякая слава, честь и поклонение, со безначальным Его Отцом и Святым Духом, ныне и присно и во веки веков. Аминь.